# Wolfgang Gesemann
Wolfgang Gesemann (* 28. Juli 1925 in Allenstein im Ermland; † 17. August 2014 in München) war ein deutscher Slawist, Balkanologe, Literaturwissenschaftler und Hochschullehrer.

## Leben und Wirken
Der Vater Gerhard Gesemann, verheiratet mit Kristel Gradowski, war ein deutscher Slawist, Volkskundler, Literaturwissenschaftler und Universitätsprofessor. Wolfgang Gesemann verbrachte die Jugend und Schulzeit in Prag, wo er mit der dortigen tschechischen Bevölkerung in Kontakt kam. Mit der Gründung des „Deutschen Wissenschaftlichen Instituts“ 1941 in Belgrad, wo der Vater die Leitung übernommen hatte, kam er mit der Kultur der Serben in Kontakt. Nach dem Abitur in Prag wurde er 1943 zum Militärdienst einberufen. Nach der Entlassung aus der französischen Kriegsgefangenschaft 1948 setzte er ab 1952 an der Universität München (LMU) das Studium fort, mit den Fächern Slawische Philologie, Anglistik und Philosophie sowie Romanistik und Soziologie. Die Dozenten im Hauptfach Slawische Philologie waren Paul Diels, Erwin Koschmieder, Alois Schmaus und Wilhelm Lettenbauer, in der Anglistik Wolfgang Clemen und in der Philosophie Alois Dempf.
Die Dissertation aus dem Bereich der bulgarischen Literatur Epische Studien. Der Roman bei Ivan Vazov hatte Erwin Koschmieder als Doktorvater betreut; im Februar 1956 wurde sie von der Philosophischen Fakultät der Universität München angenommen und 1966 in Buchform in der von Alois Schmaus begründeten und herausgegebenen Buchreihe Slavistische Beiträge (Verlag Otto Sagner) veröffentlicht. Mit dieser wissenschaftlichen Arbeit über den bulgarischen Nationalschriftsteller Ivan Vazov wurde Wolfgang Gesemann ebenfalls frühzeitig in Bulgarien bekannt. 
Nach der Promotion zum Dr. phil. arbeitete er am Osteuropa-Institut München (OEI), dann am Presse- und Informationsamt der Bundesregierung (BPA) und schließlich am Institut für Slawistik der Universität Mainz (JGU).
1970 verfasste er die Habilitationsschrift Die Entdeckung der unteren Volksschichten durch die russische Literatur. Zur Dialektik eines literarischen Motivs von Kantemir bis Belinskij. 1972 erschien sie als Band 39 der Veröffentlichungen des Osteuropa-Institutes München, herausgegeben von dem führenden Ost- und Südosteuropahistoriker Georg Stadtmüller. 1970 erhielt Wolfgang Gesemann u. a. aufgrund dieses Werkes die Lehrberechtigung für das Fach Slawische Philologie. In den folgenden beiden Jahren war er als Privatdozent an der Universität München tätig. Nach einer Gastprofessur an der Universität Salzburg lehrte und forschte Wolfgang Gesemann von 1972 bis 1987 als Professor für Slawische Literaturen an der Universität des Saarlandes. 
Gemeinsam mit dem Saarbrücker Theologen Gert Hummel und der Bulgaristin Rumjana Zlatanova begann er die Kooperation mit der Universität Sofia, die durch zahlreiche gemeinsame Projekte über den Bereich der Bulgaristik weit hinausreichend in den seinerzeit in Folge der neuen Ostverträge rasch wachsenden deutsch-bulgarischen Kulturbeziehungen und der Einrichtung eines Lektorates für Bulgarisch an der Universität des Saarlandes einen sichtbaren Ausdruck fand. Die Verdienste Wolfgang Gesemanns um die Entwicklung der Bulgaristik in Deutschland wurden 1996 durch die Verleihung der Würde eines Doctor honoris causa der Universität Sofia gewürdigt und ab Juli 2008 wurde er zum korrespondierenden Mitglied der Bulgarischen Akademie der Wissenschaften gewählt.
Nach seiner Emeritierung 1987 wirkte Wolfgang Gesemann weiter für die Förderung der deutsch-bulgarischen Kulturbeziehungen. Als es 1994 darum ging, im Gegenzug zum Abbau der Ost- und Südosteuropastudien in Deutschland mit einer Deutsch-Bulgarischen Gesellschaft eine wissenschaftlich ausgerichtete Vereinigung ins Leben zu rufen, die sich die Intensivierung der deutsch-bulgarischen Beziehungen zur Aufgabe machen sollte, war Wolfgang Gesemann einer der ersten, die diesen Plan als Gründungsmitglieder tatkräftig unterstützten. Seiner Anregung folgend wurde am 31. Mai 1996 in der Staatsbibliothek zu Berlin-Stiftung Preußischer Kulturbesitz die „Deutsch-Bulgarische Gesellschaft zur Förderung der Beziehungen zwischen Deutschland und Bulgarien“ gegründet. Zudem wurde ein von der Gesellschaft betreutes „Bulgarien-Jahrbuch“ neu herausgegeben und die „Bulgarische Bibliothek“ neu verlegt, die bereits in den Jahren des Ersten Weltkrieges von dem Leipziger Romanisten und Balkanologen Gustav Weigand begründet worden war – eine Reihe, die es mit ihrer neuen Folge inzwischen auf die stattliche Zahl von 20 Bänden gebracht hat. Beide neu etablierten wissenschaftlichen Editionen hat Wolfgang Gesemann als Mitherausgeber von Anfang an begleitet.

## Schriften (Auswahl)
- Epische Studien. Der Roman bei Ivan Vazov. Dissertation (23. Februar 1956). Philosophische Fakultät Universität München 1956.
- Die Romankunst Ivan Vazovs. Epische Studien (= Slavistische Studien. Band 16). Verlag Otto Sagner, München 1966.
- Die Entdeckung der unteren Volksschichten durch die russische Literatur. Zur Dialektik eines literarischen Motivs von Kantemir bis Belinskij. (zugleich Habilitationsschrift Philologische Fakultät, Universität München 1970). Verlag Harrassowitz, Wiesbaden 1972, ISBN  3-447-01467-9.
- als Hrsg.: Serta Slavica in memoriam Aloisii Schmaus. Gedenkschrift für Alois Schmaus. Verlag Rudolf Trofenik, München 1971.
- Grundzüge der russischen Zensur im 18. Jahrhundert. In: Buch- und Verlagswesen im 18. und 19. Jahrhundert. Berlin 1977, S. 60–75.
- als Hrsg.: Germanoslavica, „Geschichten aus dem Hinterhalt“. Fünf balkanische und eine Prager Novelle aus dem Nachlass von Gerhard Gesemann (= Symbolae Slavicae. Band 7). Verlag P. Lang, Cirencester / Frankfurt am Main / Bern 1979, ISBN 3-8204-6381-X.
- Bulgarien. Internationale Beziehungen in Geschichte, Kultur und Kunst. Symposium vom 19.–24. Mai 1982 in Ellwangen (= Bulgarische Sammlung. Band 4 / Südosteuropa-Studien. Band 35). Verlag Hieronymus, Neuried 1984, ISBN 3-88893-030-8.
- als Hrsg.: Einundzwanzig Beiträge zum II. Internationalen Bulgaristik-Kongress in Sofia 1986. Meždunaroden Kongres po Bălgaristika 1986 (= Bulgarische Sammlung. Band 6). Verlag Hieronymus, Neuried 1986; ISBN 3-88893-049-9.
- Festschrift für Wolfgang Gesemann, hrsg. von Hans-Bernd Harder, Gert Hummel und Helmut Schaller, 3 Bände. Verlag Hieronymus, Neuried 1986:
  - Beiträge zur Bulgaristik (= Festschrift für Wolfgang Gesemann. Band 1). 1986, ISBN 3-88893-051-0.
  - Beiträge zur slawischen Literaturwissenschaft (= Festschrift für Wolfgang Gesemann. Band 2). 1986, ISBN 3-88893-052-9.
  - Beiträge zur slawischen Sprachwissenschaft und Kulturgeschichte.  (= Festschrift für Wolfgang Gesemann. Band  3). 1986, ISBN 3-88893-053-7.
- mit Kyrill Haralampieff und Helmut Schaller: Bulgaristik-Symposium Marburg. Verlag Hieronymus, Neuried 1990, ISBN  978-3888930850.
- als Hrsg. mit Georgi Markov: Deutsch-Bulgarische Kulturbeziehungen 1878–1918. Nemsko-bǎlgarski kulturni otnošenija 1878–1918. Universitetsko izdatelstvo "Kliment Ochridski", Sofia / Universität des Saarlandes, Saarbrücken 1993 (deutsch und bulgarisch).